# Montceau-les-Mines
Montceau-les-Mines è un comune francese di 20 002 abitanti situato nel dipartimento della Saona e Loira nella regione della Borgogna-Franca Contea.

## Società

### Evoluzione demografica
Abitanti censiti

## Amministrazione

### Gemellaggi
•  Lungro, Acquaformosa e Firmo, da ottobre 2019